# Estauracio
Estauracio, a veces escrito como Stavrakios (del griego Σταυράκιος), emperador de los romanos, hijo de Nicéforo I, que reinó desde el 26 de julio hasta el 2 de octubre del 811; tras abdicar, falleció el 11 de enero del 812.

## Coemperador con su padre
Estauracio era el único hijo varón de Nicéforo I, que lo coronó como coemperador en diciembre del 803, tras la rebelión y la posterior derrota de Bardanes el Turco, gobernador del thema de Anatolia. En el 806, y tras la invasión de Anatolia por Harún al-Rashid, Nicéforo I solicitó la paz al califa abasí, a cambio de un tributo anual de treinta mil sólidos y de un rescate personal por él mismo y su hijo.

## Brevísimo reinado
Durante la campaña contra los búlgaros del kan Krum, planteada para sojuzgar definitivamente a este pueblo, Estauracio resultó paralizado por la herida producida por una espada en la batalla de Plisca (26 de julio de 811) que le afectó la espina dorsal, en la que murió su padre. Fue salvado por la Guardia imperial, que le retiró del campo de batalla, protegiéndole como heredero de la corona. A causa de sus heridas, fue coronado formalmente en Adrianópolis por los patricios que habían sobrevivido a la batalla, siendo la primera vez, desde la deposición del último emperador de Occidente en 476, que un emperador era coronado fuera de Constantinopla. No obstante, la gravedad de sus heridas hacía imposible pensar en su recuperación, por lo que durante su corto reinado tuvo lugar una constante pugna en la corte imperial por la sucesión.
Como hija de Nicéforo, su hermana Procopia trató de obtener la designación para su marido Miguel Rangabé, mientras que su propia esposa, la ateniense Teófano, trataba de hacerse con el poder como ya hiciera Irene —de la que era pariente—. Estauracio apoyó en vano las pretensiones de su esposa y llegó a intentar cegar a su cuñado. Finalmente, ante la indecisión del emperador en elegir un sucesor, se consiguió imponer su cuñado, que fue aclamado como emperador en el Hipódromo por el ejército, el senado y el pueblo, siendo coronado en Santa Sofía el 2 de octubre de 811. Aceptando el hecho consumado, Estauracio abdicó y tomó los hábitos, retirándose a un monasterio donde moriría tres meses después, el 11 de enero del 812.